# Hacıyunuslar, Bozkır
Hacıyunuslar là một xã thuộc huyện Bozkır, tỉnh Konya, Thổ Nhĩ Kỳ. Dân số thời điểm năm 2011 là 68 người.